# Lịch Bắc Triều Tiên

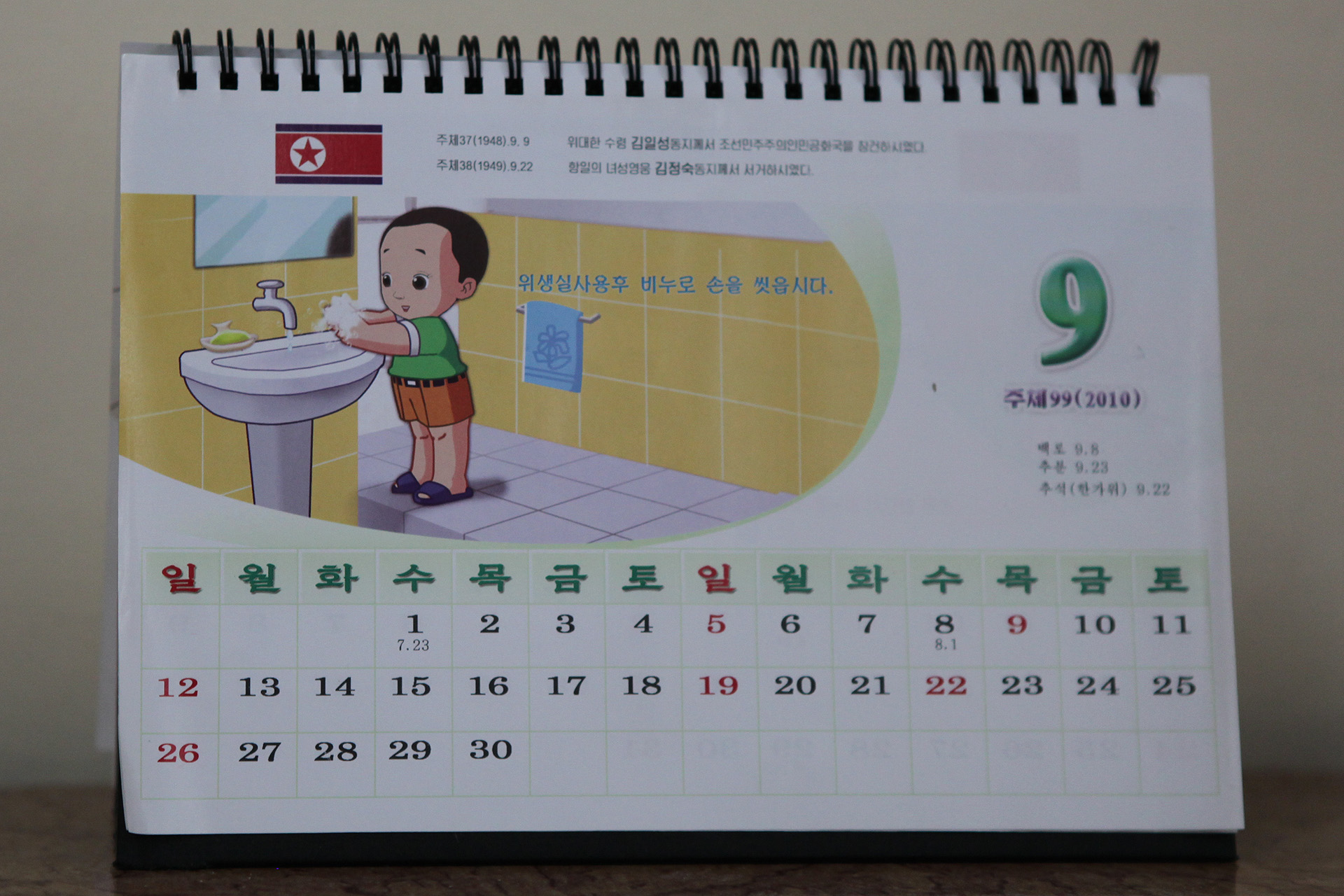
Lịch Juche của năm Juche 99 (2010)

Lịch Cộng hòa Dân chủ Nhân dân Triều Tiên, hoặc lịch Juche  (phát âm tiếng Hàn Quốc: [tɕutɕʰe]), được đặt tên theo hệ tư tưởng Juche (chủ thể), là một hệ thống đánh số năm được sử dụng dành riêng ở Triều Tiên.
Lịch Juche bắt đầu được sử dụng sau sự ra đời của Kim Il-sung, người sáng lập Cộng hoà Dân chủ Nhân dân Triều Tiên. Năm sinh của ông, 1912 trong lịch Gregory, trở thành "Juche 1" trong lịch Juche. Lịch được thông qua vào năm 1997, ba năm sau khi Kim Il-sung qua đời. Đến tháng 10 năm 2024, lịch Juche không còn được sử dụng nữa.

## Lịch sử ra đời
Lịch vay mượn các yếu tố từ hai lịch truyền thống được sử dụng ở Hàn Quốc, bao gồm hệ thống tên truyền thống của các thời đại của Hàn Quốc và lịch Gregorian, trong đó các năm gắn liền với ngày sinh truyền thống của Chúa Giê-su. Ngược lại với hai điều này, lịch Juche bắt đầu với sự ra đời của người sáng lập nước Cộng hòa Dân chủ Nhân dân, Kim Il-sung.
Sắc lệnh về lịch Juche được thông qua vào ngày 8 tháng 7 năm 1997, nhân kỷ niệm ba năm ngày mất của Kim Nhật Thành. Sắc lệnh tương tự cũng chỉ định ngày sinh của Kim Il-sung là Ngày của Mặt trời. Năm sinh của Kim Nhật Thành, 1912 trong lịch Gregory, trở thành năm "Juche 1" trong lịch Triều Tiên. Do đó, năm hiện tại, 2024, là "Juche 113", năm tiếp theo, 2025, sẽ là "Juche 114",...
Lịch bắt đầu được thực hiện vào ngày 9 tháng 9 năm 1997, Ngày thành lập nước Cộng hòa. Vào ngày đó, báo chí, hãng thông tấn, đài phát thanh, phương tiện giao thông công cộng và giấy khai sinh tại đây bắt đầu sử dụng năm Juche.
Từ tháng 10 năm 2024, Triều Tiên chính thức không sử dụng lịch Juche nữa, mà thay vào đó là sử dụng lich Gregorian.

## Sử dụng
Năm 1912 là "Juche 1" trong lịch Bắc Triều Tiên. Không có năm "trước Juche 1", và những năm trước năm 1912 được đưa ra các con số chỉ dựa trên lịch Gregory. Phạm vi năm bắt đầu trước năm 1912 và kết thúc sau đó cũng chỉ được đưa ra trong các số theo lịch của Cơ đốc giáo.
Bất kỳ năm nào khác sau năm 1912 sẽ chỉ được tính bằng năm Juche, hoặc năm Juche và năm tương ứng trong lịch Thiên chúa giáo trong ngoặc đơn. Về thông tin liên quan đến quan hệ với nước ngoài, "Kỷ nguyên Juche và kỷ nguyên Cơ đốc có thể được sử dụng trên các nguyên tắc độc lập, bình đẳng và có đi có lại."

## Ví dụ
| Lịch Juche | Lịch Gregorian | Lịch Dangun | Sự kiện |
| ---------- | -------------- | ----------- | --- |
| 1          | 1912           | 4245        | Ngày sinh Kim Nhật Thành |
| 30         | 1941           | 4274        | Ngày sinh của Kim Jong-il (Hồ sơ Liên Xô ghi lại)                                                                                           |
| 31         | 1942           | 4275        | Ngày sinh của Kim Nhật Thành (Hồ sơ Tuyên truyền của Triều Tiên)                                                                            |
| 37         | 1948           | 4281        | Triều Tiên thành lập |
| 39–42      | 1950–1953      | 4283–4286   | Chiến tranh Triều Tiên |
| 71         | 1982           | 4315        | Việc xây dựng Tháp Juche hoàn thành để kỷ niệm 70 năm cuộc đời của Kim Nhật Thành, ngày sinh của Kim Jong-un (Hồ sơ ghi lci của Triều Tiên) |
| 72         | 1983           | 4316        | Ngày sinh Kim Jong-un (Hàn Quốc ghi lại) |
| 73         | 1984           | 4317        | Ngày sinh Kim Jong-un (Mỹ ghi lại) |
| 83         | 1994           | 4327        | Kim Nhật Thành qua đời |
| 86         | 1997           | 4330        | Lịch Juche được thông qua |
| 100        | 2011           | 4344        | Kim Chính Nhật qua đời |
| 101        | 2012           | 4345        | 100 năm ngày sinh Kim Nhật Thành |
| 114        | 2025           | 4358        | Năm nay |
| 115        | 2026           | 4359        | Năm sau |

- Example of "103 (2014)" từ Pyongyang University of Science and Technology.